# Trichoniscus pterydicola
Trichoniscus pterydicola là một loài chân đều trong họ Trichoniscidae. Loài này được Paulian de Felice miêu tả khoa học năm 1940.